# Crisi d'impresa
Una crisi d'impresa rileva sia dal punto di vista giuridico che aziendalistico.

## Descrizione generale
Lo stato di crisi di un'impresa viene definito in relazione allo stato di insolvenza come una situazione connotata da minore gravità e riguarda tutte quelle situazioni degenerative economico-finanziarie dell’impresa potenzialmente idonee a sfociare nell’insolvenza medesima. In ottica aziendalistica, la crisi si identifica come il venir meno delle condizioni di equilibrio economico e finanziario dell’impresa capaci di compromettere la prospettiva di continuità aziendale.

## Evoluzione del concetto giuridico
La nozione di crisi d’impresa sotto il profilo giuridico costituisce il presupposto per l’attivazione degli strumenti di composizione negoziale volti a scongiurare il fallimento. La legislazione italiana sul fallimento  (Regio decreto 16 marzo 1942, nº 267) è stata profondamente riformata a partire dal 2005, soprattutto con l’introduzione della nuova disciplina del concordato preventivo (art. 160 e seguenti), dell’accordo di ristrutturazione del debito (art. 182-bis) e della transazione fiscale e previdenziale (art. 182-ter), dell’accordo di ristrutturazione con intermediari finanziari (art. 182-septies) e del piano attestato di risanamento (art. 67, terzo comma, lettera d).
La rivisitazione dell’intera disciplina della legislazione concorsuale è intervenuta secondo la prospettiva moderna, sia internazionale che europea in linea con il contenuto del Chapter 11 del Bankruptcy Code, della Raccomandazione della Commissione europea del 12 marzo 2014 e del Regolamento UE 2015/848. La riforma he poggia su tre principi cardine: 1. ristrutturare e riorganizzare l’impresa nell’ottica della conservazione del valore, il “Going Concern Value”; 2. ristrutturare l’impresa in crisi con tempestività nell’ottica di un maggior successo del risanamento e a maggior vantaggio dei creditori; 3. dare all’imprenditore una seconda possibilità, la “fresh start” con un rapido accesso all’esdebitazione, il “discharge”. La prospettiva di successo dei principi della nuova legislazione concorsuale è data dal tempestivo utilizzo da parte dell’impresa degli strumenti concorsuali ai primi sintomi di crisi.
Sul piano giuridico non è stata ancora elaborata una definizione del concetto di “crisi”. Il 1º febbraio 2017 la Camera dei deputati ha approvato il disegno di legge delega al Governo per la riforma organica delle discipline della crisi di impresa e dell’insolvenza, che all’art. 2 c) delega il governo a «introdurre una definizione dello stato di crisi, intesa come probabilità di futura insolvenza, anche tenendo conto delle elaborazioni della scienza aziendalistica, mantenendo l’attuale nozione di insolvenza di cui all’articolo 5 del regio decreto 16 marzo 1942, n. 267».

## Concetto aziendalistico
Nel definire il fenomeno della crisi d’impresa dal punto di vista aziendalistico si deve partire dal presupposto che essa può nascere per cause molteplici. È un processo che può crearsi per svariati motivi di gestione aziendale che aggravandosi, nell’atto finale, può culminare in insolvenza.

### Natura e definizione
La crisi è quindi l’atto antecedente e presupposto fondamentale per la determinazione dell’insolvenza della azienda. Per insolvenza si intende lo stato soggettivo di impotenza di chi, sovra indebitato, non è più in grado di soddisfare regolarmente le proprie obbligazioni. Precisamente, il termine insolvenza può avere due significati: indicando l'incapacità di pagare se riferito alla persona del debitore; e il sovra indebitamento se riferito al patrimonio. Ma, ciò posto, il concetto di insolvenza è particolarmente indefinito.
Fatte queste considerazioni, nello spiegare il concetto di crisi d’impresa, la dottrina economico-aziendale accetta come definizione prevalente "quel processo degenerativo che rende la gestione aziendale non più in grado di seguire condizioni di economicità a causa di fenomeni di squilibrio o di inefficienza, di origine interna o esterna, che determinano appunto la produzione di perdite di varia entità che, a loro volta, possono determinare l’insolvenza che costituisce più che la causa, l’effetto, la manifestazione ultima del dissesto".
Nello stabilire l’entità stessa del fenomeno bisogna accertarsi che essa sia:
- attendibile e puntuale: che si possa identificare con una certa precisione e in un determinato momento che stabilisca l’entrata in crisi dell’azienda.
- riscontrabile e verificabile: che lo stato di crisi possa essere riconoscibile non solo dall’imprenditore (diretto interessato) ma anche da soggetti terzi.

### Cause della crisi
Una volta individuata la natura si tracciano le linee per capire quali siano le cause ed il percorso che l’azienda in stato di crisi compie. Secondo la dottrina, esso si può espletare in quattro stadi e fasi:
1. Incubazione: Si hanno segnali di decadenza e di squilibrio economico-finanziario
2. Maturazione: Si hanno perdite reddituali e diminuzione del valore del capitale economico
3. Ripercussione sui flussi di cassa: conseguente perdita di fiducia nell'impresa
4. Esplosione della crisi: si genera una situazione di insolvenza, cioè l’incapacità dell’impresa di adempiere alle proprie obbligazioni, in questa fase si ledono gli interessi di tutti gli stakeholders[8].

La crisi ha un andamento degenerativo e, se individuata in tempo, ha maggiori possibilità di essere esaminata e fronteggiata. Le cause che caratterizzano principalmente la crisi d’impresa possono essere sia economiche che finanziarie. Le cause di crisi non sono mai riconducibili a una specifica causa ma spesso si tratta della combinazione di vari fattori interni ed esterni all’impresa connessi al: 
- posizionamento competitivo
- decadimento dei prodotti
- cause strategiche
- declino e crisi dimensionali ossia agli eccessi di potenzialità organizzative e di capacità produttiva
- declino e crisi da inefficienze
- declino e crisi da squilibrio finanziario e patrimoniale
- crescita eccessiva non supportata da sufficienti risorse da parte dell’impresa
- dinamiche settoriali
- eventi catastrofici
- movimenti macro- economici e culturali[9].

## Strumenti di composizione negoziale della crisi
L’evoluzione normativa intervenuta negli ultimi anni ha cambiato gradualmente l’approccio verso il concetto di crisi d’impresa. Con le ultime riforme, infatti, sono stati introdotti nel nostro ordinamento strumenti prevalentemente negoziali per consentire all’imprenditore di disporre di un buon numero di alternative per affrontare una situazione economica sfavorevole e tutelare maggiormente i creditori sociali.

### Piani di risanamento ex art. 67, comma 3, lettera d) Legge Fallimentare
“gli atti, i pagamenti e le garanzie concesse su beni del debitore purché posti in essere in esecuzione di un piano che appaia idoneo a consentire il risanamento della esposizione debitoria dell'impresa e ad assicurare il riequilibrio della sua situazione finanziaria…”
I piani di risanamento attestati possono essere utilizzati in una fase temporalmente molto precoce della crisi che si può collocare nell’individuazione della semplice tensione finanziaria. È uno strumento flessibile perché deformalizzato e stragiudiziale che permette di risolvere in modo graduale la crisi e soddisfare maggiormente i creditori.
Gli effetti più vantaggiosi per il predisponente sono:
- conservazione del possesso dei beni aziendali e amministrazione ordinaria e straordinaria degli atti d’impresa durante l’esecuzione del piano;
- non revocabilità degli atti,  pagamenti e garanzie concesse dal debitore in esecuzione del piano stesso in caso di successivo fallimento;
- esenzione dai reati di bancarotta preferenziale e semplice per gli atti, i pagamenti e le garanzie concesse dal debitore in esecuzione del piano stesso (ex art. 217-bis legge fallimentare)

Tra gli effetti svantaggiosi si possono indicare:
- l’impossibilità di chiedere un termine per poter presentare la documentazione necessaria;
- non è ammessa una transazione fiscale o previdenziale;
- non è previsto il blocco delle azioni dei creditori nel corso della negoziazione del piano, non ci sono misure di protezione del patrimonio del debitore dalle azioni esecutive o cautelari dei creditori, salvo previo accordo con i creditori stessi.

### Accordi di ristrutturazione dei debiti ex art. 182 bis Legge Fallimentare
“L'imprenditore in stato di crisi può domandare, depositando la documentazione di cui all'articolo 161, l'omologazione di un accordo di ristrutturazione dei debiti stipulato con i creditori…”
Gli accordi di ristrutturazione dei debiti sono previsti dall’art. 182-bis legge fallimentare e possono essere utilizzati nella fase iniziale della crisi d’impresa, quando iniziano a verificarsi i primi segnali d’allarme. Si tratta di una procedura ibrida che prevede una negoziazione diretta con i creditori nella prima fase e la richiesta di omologazione in Tribunale nella seconda.
La richiesta di omologazione del piano viene pubblicata presso il Registro delle imprese e da tale momento inizia a decorrere il divieto di iniziare o proseguire le azioni esecutive e cautelari e il divieto di acquisire titoli di prelazione per un periodo di sessanta giorni. L’imprenditore ha la possibilità di chiedere il periodo di standstill suddetto anche durante la fase delle trattative e prima della formalizzazione dell’accordo rispettando le indicazioni previste dal comma 5 dell’art. 182-bis.
Altri vantaggi dello strumento in questione possono essere indicati di seguito:
- esenzione dai reati di bancarotta preferenziale e semplice per gli atti, i pagamenti e le garanzie concesse dal debitore in esecuzione del piano stesso (ex art. 217-bis legge fallimentare);
- prededucibilità integrale dei finanziamenti ricevuti da banche, altri intermediari finanziari e dei soci (ma fino all’80%) risultanti dall’accordo di ristrutturazione (art. 182-quater legge fallimentare).

### Accordo di ristrutturazione con intermediari finanziari ex art. 182-septies Legge Fallimentare
Tra le rilevanti novità introdotte dal Decreto legge n. 83/2015 vi è anche l’introduzione dell’Accordo di ristrutturazione con intermediari finanziari previsto dall’art. 182-speties, commi 1-5, legge fallimentare. Questo strumento è una integrazione degli accordi di ristrutturazione dei debiti ex art. 182-bis legge fallimentare ed è stato previsto per disciplinare la crisi delle imprese che abbiano un indebitamento complessivo almeno per il 50% con banche e altri intermediari finanziari. La peculiarità dell’istituto in questione è la sua forza vincolante per tutti i creditori, anche non aderenti, facenti parte della stessa categoria (cd. Cram down) in presenza delle seguenti condizioni: 
- sia data adeguata informazione a tutti i creditori della categoria;
- i crediti finanziari aderenti siano almeno il 75% dei crediti della categoria;
- il debitore abbia notificato il ricorso per l’omologa dell’accordo a tutte le banche a cui vuole estenderne gli effetti.

### Concordato Preventivo ex art. 160 e seguenti Legge Fallimentare
“L'imprenditore che si trova in stato di crisi può proporre ai creditori un concordato preventivo sulla base di un piano che può prevedere…”
La disciplina del concordato preventivo è contenuta negli artt. 160 e seguenti della legge fallimentare. Lo strumento in questione negli ultimi anni ha avuto una grande espansione in virtù delle modifiche legislative che hanno eliminato alcune criticità del passato. Infatti, dal 2005, il concordato preventivo non prevede più solo l’insolvenza quale presupposto oggettivo ma il più generico “stato di crisi”, evidenziato anche al terzo comma dell’art. 160 legge fallimentare, con la conseguente estensione della sua applicabilità al superamento di una situazione economica negativa temporanea e reversibile.
Altra importante peculiarità del concordato è la possibilità di “prevedere che i creditori muniti di privilegio, pegno o ipoteca, non vengano soddisfatti integralmente, purché il piano ne preveda la soddisfazione in misura non inferiore a quella realizzabile, in ragione della collocazione preferenziale, sul ricavato in caso di liquidazione, avuto riguardo al valore di mercato attribuibile ai beni o diritti sui quali sussiste la causa di prelazione indicato nella relazione giurata di un professionista in possesso dei requisiti di cui all'articolo 67, terzo comma, lettera d)” e l’obbligo di assicurare il pagamento di almeno il 20% dei creditori chirografari. Rispetto agli strumenti precedentemente elencati prevede una presenza del Tribunale molto più massiccia.
Inoltre, il D.L. Sviluppo n. 83/2012 ha introdotto anche la possibilità di chiedere il concordato “in bianco” o con riserva, ossia la presentazione di una domanda di concordato incompleta consistente nell’allegare al ricorso esclusivamente i bilanci relativi agli ultimi tre esercizi e l’elenco nominativo dei creditori con l’indicazione dei rispettivi crediti e con riserva di depositare successivamente la proposta, il piano e gli altri allegati richiesti. In tal caso il giudice può fissare un termine che va da un minimo di sessanta ad un massimo di centoventi giorni per formulare la proposta da parte del debitore e completare la domanda per non incorrere nel rigetto.

### Transazione fiscale ex art. 182 ter Legge Fallimentare
La transazione fiscale prevista dall’art. 182-ter legge fallimentare è uno strumento che si affianca al concordato preventivo e all’accordo di ristrutturazione dei debiti, costituendone un sub-procedimento accessorio ed eventuale che permette la dilazione e/o il pagamento parziale dei crediti che il Fisco vanta nei confronti dell’imprenditore raggiungendo un accordo transattivo. La transazione fiscale costituisce una deroga a uno dei fondamentali principi del diritto tributario, cioè l’indisponibilità del credito tributario.

## Piano di ristrutturazione
Una volta accertata l’esistenza di uno stato di crisi, è necessario stabilire quale sia lo strumento previsto dalla legge più idoneo a ripristinare una situazione di equilibrio economico e finanziario. Per fare questo l’imprenditore, affiancato dai suoi consulenti, deve valutare una serie di elementi contingenti l’azienda e tanto più questi elementi indichino una situazione di allarme, quanto più lo strumento scelto dovrà essere incisivo. Sarà indispensabile valutare, in tal senso:
- Il fabbisogno di liquidità nel breve periodo
- La necessità di ottenere nuova finanza
- Il numero e le caratteristiche dei creditori
- Il rischio di alterazione della par condicio creditorum per effetto di ipoteche giudiziali o di compensazioni tra debiti e crediti
- Il rischio di dispersione del patrimonio aziendale per effetto di azioni esecutive
- La presenza di perdite che riducano il capitale sociale al di sotto del minimo legale
- L’esistenza di contratti onerosi non rinegoziabili.

La valutazione deve tenere conto della ragionevole prospettiva di raggiungere un accordo con i creditori in misura sufficiente a pagare integralmente i creditori con cui non sia possibile raggiungere accordi e la disponibilità di risorse finanziarie, proprie o di terzi, sufficienti a mantenere la continuità aziendale durante il periodo di tempo necessario al soddisfacimento dei creditori.
Se l’impresa si trova in una fase di incubazione o di maturazione della crisi e quindi in una fase fisiologica, ordinaria o straordinaria che sia, saranno preferibili strumenti stragiudiziali come il piano attestato ex art. 67 e gli accordi di ristrutturazione ex art. 182 o anche il concordato preventivo in continuità, strumento privilegiato in una fase di crisi conclamata ma reversibile.
Gli strumenti per il risanamento previsti dalla legge suppongono la predisposizione di un “piano”, vale a dire la previsione di una serie di atti e fatti coordinati tra loro, il cui risultato complessivo sarà quello del ripristino dell’equilibrio economico-finanziario. Tale piano deve contenere l’esplicitazione delle ipotesi alla base dell’analisi svolta sulla situazione di crisi aziendale, l’indicazione delle fonti informative utilizzate e dei riferimenti metodologici utilizzati in maniera da consentire all’attestatore e ai terzi di verificare la correttezza e la congruità del piano. Il piano deve inoltre contenere specifiche analisi di sensitività che permettano di valutare il gradi di solidità dei risultati finanziari indicati e un dettagliato diagramma con indicazioni esplicite riguardo agli obiettivi qualitativi e quantitativi intermedi, in maniera da rendere il monitoraggio del piano più semplice e immediato durante la fase di esecuzione.
L’arco temporale del piano, entro il quale l’impresa dovrebbe ripristinare una condizione di equilibrio, non deve estendersi oltre i 3/5 anni; un termine maggiore deve essere adeguatamente motivato e occorre comunque prevedere cautele e misure di salvaguardia aggiuntive tali da poter attenuare possibili effetti negativi di eventi imprevedibili.
Nonostante la legge attuale non ne faccia specifica previsione, è altresì necessario che, in caso di crisi di un’impresa che faccia parte di un gruppo di società, la strategia di risanamento debba coinvolgere tutto il gruppo e che ciascuna società predisponga il proprio piano di risanamento compatibilmente alla propria situazione patrimoniale.

## Soluzioni organizzative
Per rispondere alla crisi d’impresa si può valutare il cambiamento della struttura organizzativa. È necessario sottolineare come la struttura organizzativa di un’impresa permetta di realizzare la divisione del lavoro, la divisione in gruppo, i meccanismi di coordinamento ed il decentramento. La struttura organizzativa segue la strategia aziendale perciò non può essere modificata costantemente, ma solo «quando emergono i primi segnali di disallineamento rispetto alle scelte strategiche e di posizionamento richieste per il futuro».
Le più note forme chiave della struttura organizzativa sono: la forma semplice, la forma funzionale, la forma divisionale, le forme ad alta differenziazione ed integrazione e la forma matriciale.

### La struttura funzionale
All’interno di un’impresa a struttura funzionale si costruiscono e sviluppano funzioni separate con competenze omogenee e specializzate all’interno delle funzioni, che possono portare allo sviluppo di nuovi prodotti. Tale crescita, però, può non essere gestita in maniera efficace e può portare a rallentare i tempi, abbassare la qualità dei prodotti e ad aumentare i costi; pertanto le attività di produzione diventano sempre più complesse e difficili da gestire. Prima di operare un riassetto della struttura organizzativa, è possibile risolvere i problemi sopra elencati, procedendo dall’interno cercando di ricostruire la comunicazione tra le funzioni.
Il dinamismo ambientale e le strategie di diversificazione, infatti, impattano sulla crisi della forma funzionale a causa della sua rigidità e dei problemi di coordinamento. Ad essa si può rispondere in due modalità: nel primo caso si può mantenere la stessa forma organizzativa o modello organizzativo, ma apportando forme ad alta differenziazione e integrazione, nel secondo caso si può cambiare la forma organizzativa o modello organizzativo.

### L'implementazione di forme ad alta integrazione e differenziazione
Se si decide di implementare le forme ad alta integrazione e differenziazione si può o introdurre un full-time integrator oppure modificare l’organizzazione per le attività che sono sollecitate da pressioni esterne. La differenziazione può essere sia orizzontale, intervenendo in maniera selettiva, sia verticale; l’integrazione riguarda i comitati, i gruppi di lavoro, i task force e gli organi di integrazione; quest’ultimi danno vita a strutture a forme funzionali modificate, quali la struttura per funzioni con organi di integrazione commerciale e struttura per progetti. Le forme ad alta differenziazione e integrazione hanno il vantaggio di poter intervenire in maniera mirata e selettiva, quindi solo nelle unità che presentano incertezze per il successo aziendale, mentre come svantaggi presentano maggiori costi e alta complessità organizzativa e aziendale.

### La struttura divisionale
Si può procedere al passaggio dalla struttura funzionale alla struttura divisionale sopportando per l’organizzazione onerosi costi e l’impegno di un maggior numero di personale. Quando un’organizzazione vede al suo interno una sostanziosa crescita, sente la necessità di una struttura nuova che riesca a gestire meglio il controllo del management sulle diverse unità, per poter soddisfare al meglio i clienti e lavorare in maniera più accurata; contemporaneamente è possibile accrescere il controllo delle attività operative. La struttura divisionale meglio risponde alle esigenze di ampliamento, di crescita e di gestione. Al suo interno vi è una suddivisione per prodotti, clienti e mercato. Per struttura divisionale si intende, infatti, il raggruppamento di beni e servizi, secondo aspetti comuni o che li differenziano. La suddivisione consente la creazione di sotto-unità di più piccole dimensioni, che risultano più semplici da regolamentare e gestire.

#### La struttura multi-divisionale
Un’ulteriore alternativa può essere la struttura multi-divisionale per prodotto che si applica nel momento in cui l’organizzazione si occupa di prodotti tecnologicamente complessi e si inserisce in mercati diversi. L’organizzazione della struttura prevede che ogni Divisione per Prodotto sia legata e dipenda da specifici set di funzioni di supporto. Questo porta le Divisioni ad essere autosufficienti nella creazione del valore perché hanno il controllo delle proprie attività tramite uno staff a livello corporate. Tale staff si compone di direttori corporate (che si occupano della pianificazione a lungo termine) i quali controllano le attività dei direttori funzionali (che si preoccupano delle attività giornaliere delle proprie divisioni nonché di adattare le attività ai propri clienti). Questi sono gli elementi che apportano flessibilità e innovazione rispetto alla struttura divisionale: autosufficienza e lo staff corporate. Se la struttura è utilizzata efficacemente i benefici sono molteplici: maggior controllo, profitto, implementazione del mercato interno.

#### La struttura a team di prodotto
Una struttura a team di prodotto è una via di mezzo tra la struttura per prodotto e la struttura multi-divisionale, in quanto soggetti appartenenti alle funzioni di supporto vanno in aiuto a soggetti facenti parte delle divisioni. A questo scopo vengono creati appositi team che hanno l’obiettivo di soddisfare un determinato tipo di prodotto. In questo modo l’attenzione è posta al prodotto e alle esigenze del cliente, per tale motivo si tende anche a personalizzare il prodotto secondo le richieste. Altro aspetto positivo e la velocità nel rispondere alle richieste cangiante dei clienti.

#### La struttura divisionale geografica
La struttura divisionale geografica è utile quando si trattano diversi prodotti e mercati differenti e quindi settori diversi con una vasta gamma di richieste da parte degli stakeholder. La divisione essendo per area geografica imposta le divisioni secondo le caratteristiche dell’area in cui si trova; adattandosi a zone e clienti. La struttura per mercato si lega e va incontro ai diversi segmenti della clientela. Difatti la direzione, in questo caso, cambia non essendo più affidata alla produzione ma all’area Marketing. Questo consente una piena soddisfazione dei consumer e dei clienti pubblici e commerciali. Il cliente è il perno e questo significa che è possibile acquisire flessibilità e velocità nel comprendere le variazioni del mercato e delle richieste da parte degli stakeholder.